# Lotar II
Lotar (Chlothar) II (ur. 825, zm. 8 sierpnia 869 w Piacenzy) – drugi syn Lotara I. Władca Lotaryngii i Górnej Burgundii.

## Historia
Po śmierci Lotara I w 855 roku odziedziczył ziemię od gór Morza Północnego po Alpy, w tym z Akwizgranem i Metzem. Granice panowania Lotara II obejmowały nie tylko dzisiejszą Lotaryngię, ale także m.in. dzisiejsze Niderlandy i Nadrenię.
W 855 roku poślubił Teutbergę, córkę hrabiego Bozona. Po śmierci brata Karola w 863 roku odziedziczył po nim część jego ziem w tym Vienne i Lyon.
Po śmierci Lotara II królestwo na mocy porozumienia z Meerssen zostało podzielone pomiędzy jego stryjów, tj.: Karola II Łysego i Ludwika II Niemieckiego (870). Miał nieślubnego syna Hugo Ślepego, który otrzymał od ojca nadania w Alzacji i próbował uzyskać Lotaryngię.

## W kulturze

### Nazwa Lotaryngii
Ziemie, którymi władał zostały nazwane Lotharii Regnum, od czego powstała nazwa "Lotaryngia".

### Gry wideo
W serii Crusader Kings jednym z grywalnych władców jest Lotar II Karoling, przedstawiony jako król Lotaryngii.